# Oecetis vikramaditya
Oecetis vikramaditya är en nattsländeart som beskrevs av Schmid 1995. Oecetis vikramaditya ingår i släktet Oecetis och familjen långhornssländor. Inga underarter finns listade i Catalogue of Life.